# Pablo Prigioni
Pablo Prigioni (Río Tercero, Córdoba, 17 de març de 1977), és un exjugador argentí de bàsquet professional que des de juny del 2017 exerceix com a entrenador del Saski Baskonia de l'ACB. Juga en la posició de base, va liderar en l'Eurolliga de 2006-2007 el rànquing d'assistències (durant la temporada regular). A més va ser membre de l'equip nacional de l'Argentina que va participar en el Mundial de 2006 i als Jocs Olímpics de Pequín de 2008. El 2011 formà part de la selecció argentina que va guanyar el Torneig de les Amèriques de 2011. També va participar en els Jocs Olímpics de Londres, en els quals l'Argentina va quedar en 4a posició.
L'estiu de 2012 (hivern a l'Argentina), amb 35 anys, decidí fer el salt a l'NBA després d'acceptar una oferta per una temporada dels New York Knicks.